# Yên Mỹ, Nông Cống
Yên Mỹ là một xã thuộc huyện Nông Cống, tỉnh Thanh Hóa, Việt Nam.

## Địa lý
Yên Mỹ là xã cực nam của huyện Nông Cống, nằm ven hồ Yên Mỹ và có vị trí địa lý:
- Phía đông giáp thị xã Nghi Sơn
- Phía tây giáp huyện Như Thanh
- Phía nam giáp huyện Như Thanh và thị xã Nghi Sơn
- Phía bắc giáp xã Công Chính.

Xã Yên Mỹ có diện tích 24,24 km², dân số năm 2018 là 7.816 người, mật độ dân số đạt 322 người/km².

## Lịch sử
Phần lớn địa bàn xã Yên Mỹ hiện nay trước đây vốn là xã Công Bình thuộc huyện Nông Cống. Xã Công Bình được thành lập vào năm 1954 trên cơ sở tách một phần diện tích và dân số của xã Công Liêm.
Tháng 10 năm 1955, nông trường quốc doanh Yên Mỹ được thành lập với phần lớn diện tích nằm trên địa bàn xã Công Bình. Ngày 8 tháng 3 năm 1967, Bộ Nội vụ ban hành Quyết định 89-NV thành lập thị trấn nông trường Yên Mỹ trực thuộc huyện Nông Cống.
Ngày 9 tháng 1 năm 2004, Chính phủ ban hành Nghị định số 15/2004/NĐ-CP. Theo đó, giải thể thị trấn nông trường Yên Mỹ và thành lập xã Yên Mỹ trên cơ sở 1.325,60 ha diện tích tự nhiên của nông trường Yên Mỹ đang sử dụng thuộc địa giới hành chính của các xã, gồm: 1.153,60 ha của xã Công Bình, 172 ha của xã Thanh Tân cùng 3.157 người của thị trấn nông trường Yên Mỹ và 20 người của xã Công Bình.
Sau khi thành lập, xã Yên Mỹ có diện tích 13,26 km², dân số là 3.177 người, mật độ dân số đạt 240 người/km². Xã Công Bình có diện tích 12,65 km², dân số là 5.311 người, mật độ dân số đạt 420 người/km².
Trước khi sáp nhập, xã Công Bình có diện tích 13,34 km², dân số là 4.917 người, mật độ dân số đạt 369 người/km². Xã Yên Mỹ có diện tích 10,90 km², dân số là 2.899 người, mật độ dân số đạt 266 người/km².
Ngày 16 tháng 10 năm 2019, Ủy ban Thường vụ Quốc hội ban hành Nghị quyết số 786/NQ-UBTVQH14 về việc sắp xếp các đơn vị hành chính cấp xã thuộc tỉnh Thanh Hóa (nghị quyết có hiệu lực từ ngày 1 tháng 12 năm 2019). Theo đó, sáp nhập toàn bộ diện tích và dân số của xã Công Bình vào xã Yên Mỹ.
Từ xa xưa trên địa bàn xã này có tuyến kênh Nhà Lê nối từ kinh đô Hoa Lư đến Đèo Ngang đi qua, là tuyến đường thủy đầu tiên trong lịch sử Việt Nam và được coi là tuyến đường Hồ Chí Minh trên sông vì những đóng góp cho các cuộc chiến tranh của người Việt.